# Ludwig Kretz
Ludwig Kretz (* 2. Mai 1943 in Oberösterreich) ist ein ehemaliger österreichischer Radrennfahrer.

## Sportliche Laufbahn
1965 wurde er Zweiter im Etappenrennen Wien–Rabenstein–Gresten–Wien. Kretz holte 1968 einen Etappensieg in der Internationalen Rheinland-Pfalz-Rundfahrt. 1969 errang Ludwig Kretz den Titel des Österreichischen Staatsmeisters im Querfeldeinrennen. Im selben Jahr wurde er Zweiter bei den nationalen Titelkämpfen im Straßenrennen. Mehrfach entschied er Etappen der Österreich-Rundfahrt für sich. 1970 wurde er Dritter der Österreichischen Straßenmeisterschaft, 1971 Zweiter der Querfeldein-Meisterschaft. 1975 schließlich wurde er Österreichischer Staatsmeister im Straßenrennen.
1971 konnte Kretz zudem die Drei-Etappen-Fahrt München-Passau-Wien gewinnen. 1972 siegte er in der Niederösterreich-Rundfahrt. Er startete für den Verein Union Schartner-Bombe.

## Berufliches
Einige Jahre lang war Ludwig Kretz als österreichischer Landestrainer tätig.